# Copenhagen Masters
Das Copenhagen Masters ist ein hochrangiges Turnier im Badminton. Es ist ein Einladungsturnier, das seit 1993 alljährlich in der Woche zwischen Weihnachten und Neujahr in Kopenhagen ausgetragen wird. Die dänischen Spitzenspieler treffen dabei auf die restliche Weltspitze. Austragungsstätte war in den ersten elf Jahren das Cirkusbyningen, ein alter Zirkus. Seit 2004 findet es auf einem Holzboden im Falconer Centret statt. Charakteristisch für beide Veranstaltungsstätten: Es ist nur ein Feld aufgebaut und die Zuschauerreihen gehen bis dicht an die Außenlinien des Feldes. Die Fans können also nur wenige Meter von ihren Stars entfernt sitzen. Vorläufer des Turniers war der Copenhagen Cup.

## Die Sieger
| Saison    | Herreneinzel           | Dameneinzel       | Herrendoppel                         | Damendoppel                             | Mixed                                       |
| --------- | ---------------------- | ----------------- | ------------------------------------ | --------------------------------------- | ------------------------------------------- |
| 1993      | Thomas Stuer-Lauridsen | Camilla Martin    | Jon Holst-Christensen Thomas Lund    | nicht ausgetragen                       | nicht ausgetragen                           |
| 1994      | Heryanto Arbi          | Bang Soo-hyun     | Jon Holst-Christensen Thomas Lund    | nicht ausgetragen                       | nicht ausgetragen                           |
| 1995      | Jens Olsson            | Camilla Martin    | Henrik Svarrer Michael Søgaard       | nicht ausgetragen                       | nicht ausgetragen                           |
| 1996      | Poul-Erik Høyer Larsen | Camilla Martin    | Jon Holst-Christensen Thomas Lund    | nicht ausgetragen                       | nicht ausgetragen                           |
| 1997      | Sun Jun                | Camilla Martin    | Candra Wijaya Tony Gunawan           | nicht ausgetragen                       | nicht ausgetragen                           |
| 1998      | Sun Jun                | Zhang Ning        | Jens Eriksen Jesper Larsen           | nicht ausgetragen                       | nicht ausgetragen                           |
| 1999      | Peter Gade             | Camilla Martin    | Choong Tan Fook Lee Wan Wah          | nicht ausgetragen                       | nicht ausgetragen                           |
| 2000      | Peter Gade             | Gong Zhichao      | Flandy Limpele Eng Hian              | nicht ausgetragen                       | nicht ausgetragen                           |
| 2001      | Peter Gade             | Camilla Martin    | Candra Wijaya Sigit Budiarto         | nicht ausgetragen                       | nicht ausgetragen                           |
| 2002      | Peter Gade             | Zhang Ning        | Candra Wijaya Sigit Budiarto         | nicht ausgetragen                       | nicht ausgetragen                           |
| 2003      | Wong Choong Hann       | Xie Xingfang      | Candra Wijaya Halim Haryanto         | nicht ausgetragen                       | nicht ausgetragen                           |
| 2004      | Peter Gade             | nicht ausgetragen | Eng Hian Flandy Limpele              | nicht ausgetragen                       | Jens Eriksen Mette Schjoldager              |
| 2005      | Peter Gade             | nicht ausgetragen | Tony Gunawan Howard Bach             | nicht ausgetragen                       | Nathan Robertson Gail Emms                  |
| 2006      | Peter Gade             | nicht ausgetragen | Fu Haifeng Cai Yun                   | nicht ausgetragen                       | Thomas Laybourn Kamilla Rytter Juhl         |
| 2007      | Peter Gade             | Xu Huaiwen        | Jens Eriksen Martin Lundgaard Hansen | nicht ausgetragen                       | nicht ausgetragen                           |
| 2008      | Peter Gade             | Tine Rasmussen    | Lars Paaske Jonas Rasmussen          | nicht ausgetragen                       | nicht ausgetragen                           |
| 2009      | Jan Ø. Jørgensen       | Tine Rasmussen    | Lars Paaske Jonas Rasmussen          | nicht ausgetragen                       | Thomas Laybourn Kamilla Rytter Juhl         |
| 2010      | Peter Gade             | Salakjit Ponsana  | Mads Conrad-Petersen Jonas Rasmussen | nicht ausgetragen                       | Joachim Fischer Nielsen Christinna Pedersen |
| 2011      | Jan Ø. Jørgensen       | Ratchanok Intanon | Mathias Boe Carsten Mogensen         | nicht ausgetragen                       | Joachim Fischer Nielsen Christinna Pedersen |
| 2012      | Jan Ø. Jørgensen       | nicht ausgetragen | Mads Pieler Kolding Carsten Mogensen | nicht ausgetragen                       | Joachim Fischer Nielsen Christinna Pedersen |
| 2013      | Viktor Axelsen         | nicht ausgetragen | Mathias Boe Carsten Mogensen         | nicht ausgetragen                       | Joachim Fischer Nielsen Christinna Pedersen |
| 2014      | Viktor Axelsen         | nicht ausgetragen | Mathias Boe Carsten Mogensen         | Christinna Pedersen Kamilla Rytter Juhl | Joachim Fischer Nielsen Christinna Pedersen |
| 2015      | Viktor Axelsen         | Line Kjærsfeldt   | Mathias Boe Carsten Mogensen         | Christinna Pedersen Kamilla Rytter Juhl | Joachim Fischer Nielsen Christinna Pedersen |
| 2016 2024 | nicht ausgetragen      | nicht ausgetragen | nicht ausgetragen                    | nicht ausgetragen                       | nicht ausgetragen                           |